# 田頵
田頵（858年—903年12月30日），字德臣，庐州合肥（今属安徽）人，唐朝末年的宁国军节度使（今安徽省宣城）（892年-903年）。

## 生平
田頵為淮南节度使楊行密的部将，任寧國节度使（今安徽宣城）。楊行密圍宣州，赵锽打算逃往廣陵投靠孙儒，当时暴雨如注，河水上涨，田頵乘轻舟追趕，赵锽在东溪被俘获。田頵因功被封宣州刺史。吴越王钱镠的武勇指挥使徐绾叛乱，徐绾和许再思久攻杭州钱镠不下，勾结宣州田頵攻打杭州，最後钱镠打败许再思，与田頵讲和，並遣兒子钱传瓘前去宣州做田頵的人质，吴越国将领胡进思、戴恽等亲随田頵回宣州。
田頵表面上仍聽命於前任淮南節度使杨行密，但田頵不斷招覽文士賢才，在扩张地盘中与杨行密结仇。
天复三年（903年），派杜荀鹤前去汴梁爭取與朱温結盟，和潤州團練使安仁義一起反叛杨行密，被杨行密部下臺濛阵斩。

## 延伸阅读
[在维基数据编辑]
 在维基文库阅读此作者作品
 《新唐書/卷189》，出自《新唐書》
 《舊五代史·卷17》，出自薛居正《舊五代史》